# Honda Yasushige
Honda Yasushige est un nom japonais traditionnel ; le nom de famille (ou le nom d'école), Honda, précède donc le prénom (ou le nom d'artiste).
Honda Yasushige (本多 康重, 1554-4 mai 1611), est un samouraï japonais de la fin de la période Sengoku et du début de l'époque d'Edo. Premier daimyo du domaine d'Okazaki dans la province de Mikawa, il porte le titre de Bungo-no-kami (豊後守). Yasushige est au service de Tokugawa Ieyasu depuis son jeune âge et prend part à différentes batailles telle que la bataille d'Anegawa et le combat contre Takeda Shingen. Après la campagne d'Odawara en 1590, Yasushige se déplace dans la région de Kantō avec Ieyasu et y reçoit le domaine féodal de Shiroi doté de 20 000 koku de revenus annuels. À la suite de la bataille de Sekigahara d'octobre 1600, il est transféré au domaine d'Okazaki aux revenus de 50 000 koku en 1601. 
Son fils Honda Yasunori lui succède après sa mort le 4 mai 1611.

## Source de la traduction
- (en) Cet article est partiellement ou en totalité issu de l’article de Wikipédia en anglais intitulé « Honda Yasushige » (voir la liste des auteurs).